# بيلين لوبيز (دراجة)
بيلين لوبيز (بالإسبانية: Belén López)‏ هي دراجة إسبانية، ولدت في 18 أبريل 1984 في روتا في إسبانيا.

## وصلات خارجية
- بيلين لوبيز على موقع الاتحاد الدولي للدراجات (الإنجليزية)
- بيلين لوبيز على موقع أرشيف الدراجات (الإنجليزية)
- بيلين لوبيز على موقع إحصائيات الدراجات الإحترافية (الإنجليزية)
- بيلين لوبيز على موقع نسبة الدراجات (الإنجليزية)